# Lista de primeiras-damas de Salvador
Esta lista reúne as primeiras-damas de Salvador. O cargo atualmente atualmente é ocupado por Rebeca Cardoso, esposa do atual prefeito Bruno Reis.
A lista inclui ainda o único homem que foi primeiro-cavalheiro do município, Carlos Olímpio, esposo da então prefeita Lídice da Mata (PSDB) .

## Lista de primeiras-damas de Salvador
| N.º                 | Fotografia          | Primeira-dama                    | Idade ao assumir função | Período                                           | Prefeito                              | Referências e notas                            |
| ------------------- | ------------------- | -------------------------------- | ----------------------- | ------------------------------------------------- | ------------------------------------- | ---------------------------------------------- |
| 1.ª                 |                     | -                                | -                       | Abril de 1893 - Outubro de 1895                   | José Luís de Almeida Couto            |                                                |
| 2.ª                 |                     | -                                | -                       | Outubro de 1895 - Novembro de 1895                | João Agripino Dória                   |                                                |
| 3.ª                 |                     | -                                | -                       | Novembro de 1895 - Julho de 1896                  | Eduardo Freire                        |                                                |
| 4.ª                 |                     | -                                | -                       | Outubro de 1896 - Novembro de 1896                | Afonso Glicério Maciel                |                                                |
| 5.ª                 |                     | Maria Cândida Guimarães          | -                       | Dezembro de 1896 - Abril de 1897                  | Francisco de Paula Guimarães          | [ 3 ]                                          |
| 6.ª                 |                     | -                                | -                       | Maio de 1898 - Dezembro de 1898                   | Manuel de Sousa                       |                                                |
| -                   |                     | Maria Cândida Guimarães          | -                       | Janeiro de 1899 - Dezembro de 1899                | Francisco de Paula Guimarães          |                                                |
| 7.ª                 |                     | -                                | -                       | Janeiro de 1900 - Dezembro de 1903                | José Eduardo Freire de Carvalho Filho |                                                |
| 8.ª                 |                     | -                                | -                       | Janeiro de 1904 - 17 de dezembro de 1905          | Antônio de Araújo Falcão              |                                                |
| 9.ª                 |                     | -                                | -                       | 17 de dezembro de 1905 - 25 de dezembro de 1905   | Alfredo Ferreira de Barros            |                                                |
| 10.ª                |                     | -                                | -                       | 25 de dezembro de 1905 - Março de 1906            | Leopoldino Tantú                      |                                                |
| 11.ª                |                     | -                                | -                       | Abril de 1906 - Dezembro de 1907                  | Antônio de Araújo Falcão              |                                                |
| 12.ª                |                     | -                                | -                       | Janeiro de 1908 - Fevereiro de 1912               | Antônio Carneiro da Rocha             |                                                |
| 13.ª                |                     | -                                | -                       | Fevereiro de 1912 - Dezembro de 1912              | Júlio Viveiros Brandão                |                                                |
| 14.ª                |                     | -                                | -                       | Janeiro de 1913 - Junho de 1913                   | João Gonçalves da Cruz                |                                                |
| 15.ª                |                     | -                                | -                       | Junho de 1913 - Setembro de 1914                  | Júlio Viveiros Brandão                |                                                |
| 16.ª                |                     | -                                | -                       | Setembro de 1914 - Agosto de 1915                 | João de Azevedo Fernandes             |                                                |
| 17.ª                |                     | -                                | -                       | Dezembro de 1915 - Abril de 1917                  | Antônio Pacheco Mendes                |                                                |
| 18.ª                |                     | -                                | -                       | Agosto de 1917 - Agosto de 1918                   | João Propício Carneiro                |                                                |
| 19.ª                |                     | -                                | -                       | Agosto de 1918 - Março de 1920                    | José Leal                             |                                                |
| 20.ª                |                     | -                                | -                       | Março de 1920 - Maio de 1921                      | Manoel Duarte de Oliveira             |                                                |
| 21.ª                |                     | -                                | -                       | Maio de 1921 - Junho de 1924                      | Epaminondas Torres                    |                                                |
| 22.ª                |                     | -                                | -                       | Junho de 1924 - Julho de 1926                     | Joaquim Wanderley de Araújo Pinho     |                                                |
| 23.ª                |                     | -                                | -                       | Agosto de 1926 - 31 de dezembro de 1927           | Francisco Elói Paraíso Jorge          |                                                |
| 24.ª                |                     | -                                | -                       | 1° de janeiro de 1928 - 10 de janeiro de 1928     | Francisco Gomes Magarão Ribeiro       |                                                |
| 25.ª                |                     | -                                | -                       | 10 de janeiro de 1928 - Março de 1928             | Mário Afrânio Peixoto                 |                                                |
| 26.ª                |                     | -                                | -                       | março de 1928 - 18 de outubro de 1930             | Francisco de Sousa                    |                                                |
| 27.ª                |                     | -                                | -                       | 18 de outubro de 1930 - 24 de outubro de 1930     | Mário Afrânio Peixoto                 |                                                |
| 28.ª                |                     | -                                | -                       | 6 de novembro de 1930 - 24 de dezembro de 1930    | Tirso Simões de Paiva                 |                                                |
| 29.ª                |                     | Blandina Castro do Amaral        | -                       | 25 de dezembro de 1930 - 31 de dezembro de 1930   | Leopoldo Amaral                       |                                                |
| 30.ª                |                     | -                                | -                       | 1° de janeiro de 1931 - 17 de fevereiro de 1931   | Tirso Simões de Paiva                 |                                                |
| 31.ª                |                     | Marieta Pimenta da Cunha         | -                       | 17 de fevereiro de 1931 - Julho de 1932           | Arnaldo Pimenta da Cunha              |                                                |
| 32.ª                |                     | -                                | -                       | Agosto de 1932 - Setembro de 1932                 | Tirso Simões de Paiva                 |                                                |
| 33.ª                |                     | -                                | -                       | julho de 1932 - Novembro de 1932                  | Aurélio Brito de Menezes              |                                                |
| 34.ª                |                     | -                                | -                       | Dezembro de 1932 - Setembro de 1937               | José Americano da Costa               |                                                |
| 35.ª                |                     | -                                | -                       | 7 de outubro de 1937 - 10 de novembro de 1937     | Antônio Bezerra Rodrigues Lopes       |                                                |
| 36.ª                |                     | -                                | -                       | 10 de novembro de 1937 - Março de 1938            | Severino Prestes Filho                |                                                |
| 37.ª                |                     | Antonieta Neves da Rocha         | -                       | Abril de 1938 - Novembro de 1942                  | Durval Neves da Rocha                 | [ 4 ]                                          |
| 38.ª                |                     | -                                | -                       | Dezembro de 1942 - Abril de 1945                  | Elísio Lisboa                         |                                                |
| 39.ª                |                     | Elvira de Sá Milton da Silveira  | -                       | Maio de 1945 - Novembro de 1945                   | Aristides Milton da Silveira          |                                                |
| 40.ª                |                     | -                                | -                       | Novembro de 1945 - Fevereiro de 1946              | Adalício Coelho Nogueira              |                                                |
| 41.ª                |                     | -                                | -                       | Fevereiro de 1946 - Julho de 1946                 | Armando Carneiro da Rocha             |                                                |
| 42.ª                |                     | -                                | -                       | Julho de 1946 - Abril de 1947                     | Helenauro Sampaio                     |                                                |
| 43.ª                |                     | Estela Calmon de Wanderley Pinho | -                       | Maio de 1947 - Janeiro de 1951                    | José Wanderley Pinho                  | [ 5 ]                                          |
| 44.ª                |                     | -                                | -                       | Fevereiro de 1951 - Janeiro de 1954               | Osvaldo Veloso Gordilho               |                                                |
| 45.ª                |                     | -                                | -                       | Janeiro de 1954 - Março de 1955                   | Aristóteles Góes                      |                                                |
| 46.ª                |                     |                                  |                         | Março de 1955 - Abril de 1955                     | Aloísio Flávio Brasil Ribeiro         |                                                |
| 47.ª                |                     |                                  |                         | Abril de 1955 - 21 de fevereiro de 1959           | Hélio Ferreira                        |                                                |
| 48.ª                |                     |                                  |                         | 21 de fevereiro de 1959 - 4 de março de 1959      | Gustavo Gomes da Fonseca              |                                                |
| 49.ª                |                     | -                                | -                       | 6 de abril de 1959 - 6 de abril de 1963           | Heitor Dias                           |                                                |
| 50.ª                |                     | -                                | -                       | abril de 1963 - 6 de abril de 1964                | Virgildásio de Senna                  |                                                |
| 51.ª                |                     | -                                | -                       | 6 de abril de 1964 - 24 de abril de 1964          | Antonino Cazaes                       |                                                |
| 52.ª                |                     | -                                | -                       | 24 de abril de 1964 - 1° de fevereiro de 1967     | Nelson de Sousa                       |                                                |
| 53.ª                |                     | -                                | -                       | 1° de fevereiro de 1967 - 10 de fevereiro de 1967 | Julival Pires Rebouças                |                                                |
| 54.ª                |                     | Arlette Maron Magalhães          | 36 anos                 | 10 de fevereiro de 1967 - 6 de abril de 1970      | Antônio Carlos Magalhães              | [ 6 ] [ 7 ]                                    |
| 55.ª                |                     | Cecy Andrade                     | -                       | 6 de abril de 1970 - 1° de março de 1975          | Clériston Andrade                     | [ 8 ] [ 9 ]                                    |
| 56.ª                |                     | Maria Lúcia Hage                 | -                       | 1° de março de 1975 - 29 de março de 1977         | Jorge Hage                            |                                                |
| 57.ª                |                     | Eunice Urbano                    | -                       | 30 de março de 1977 - 1° de abril de 1977         | Raimundo Urbano                       |                                                |
| 58.ª                |                     | -                                | -                       | 1° de abril de 1977 - 15 de agosto de 1978        | Fernando Magalhães                    |                                                |
| 59.ª                |                     | -                                | -                       | 15 de agosto de 1978 - 18 de agosto de 1978       | David Mendes Pereira                  |                                                |
| 60.ª                |                     | Reginalda Brito                  | -                       | 18 de agosto de 1978 - 1° de Março de 1979        | Edvaldo Brito                         |                                                |
| 61.ª                |                     | Eliana Kertész                   | -                       | 1° de Março de 1979 - Novembro de 1981            | Mário Kertész                         | [ 10 ]                                         |
| 62ª                 |                     | Maria Helena Baleeiro            | -                       | Novembro de 1981 - Fevereiro de 1983              | Renan Baleeiro                        |                                                |
| 63.ª                |                     | Neuza Maria Berenguer Castro     | -                       | Fevereiro de 1983 - 31 de dezembro de 1985        | Manoel Figueiredo Castro              | [ 11 ]                                         |
| Prefeito Divorciado | Prefeito Divorciado | Prefeito Divorciado              | Prefeito Divorciado     | 1° de janeiro de 1986 - 31 de dezembro de 1988    | Mário Kertész                         | [ 10 ]                                         |
| 64.ª                |                     | -                                | -                       | 1° de janeiro de 1989 - 31 de dezembro de 1992    | Fernando José                         |                                                |
| 65.º                |                     | Carlos Olímpio                   | 36 anos                 | 1° de janeiro de 1993 - 31 de dezembro de 1996    | Lídice da Mata                        | Na condição de Primeiro Cavalheiro de Salvador |
| 66.ª                |                     | Márcia Dourado Imbassahy         | -                       | 1° de janeiro de 1997 - 31 de dezembro de 2004    | Antônio Imbassahy                     | [ 12 ]                                         |
| 67.ª                |                     | Maria Luiza Carneiro             | 43 anos                 | 1° de janeiro de 2005 - 19 de outubro de 2011     | João Henrique Carneiro                | [ 13 ] [ 14 ]                                  |
| 68.ª                |                     | Tatiana Paraíso                  | -                       | 20 de outubro de 2011 - 31 de dezembro de 2012    | João Henrique Carneiro                | [ 15 ] [ 16 ]                                  |
| Prefeito Divorciado | Prefeito Divorciado | Prefeito Divorciado              | Prefeito Divorciado     | 1° de janeiro de 2013 - 13 de dezembro de 2020    | ACM Neto                              |                                                |
| 69.ª                |                     | Mariana Barreto                  | 29 anos                 | 14 de dezembro de 2020 - 31 de dezembro de 2020   | ACM Neto                              | [ 17 ]                                         |
| 70.ª                |                     | Rebeca Cardoso                   | -                       | 1° de janeiro de 2021 - Atualidade                | Bruno Reis                            | [ 1 ]                                          |